# مارلو توماس
مارلو توماس (انگلیسی: Marlo Thomas؛ زادهٔ ۲۱ نوامبر ۱۹۳۷) یک هنرپیشه اهل ایالات متحده آمریکا است. وی از سال ۱۹۶۰ میلادی تاکنون مشغول فعالیت بوده‌است.
وی در سریال دوستان، در نقش مادر ریچل گرین بازی کرده‌است، او همچنین در فیلم خندیدن با صدای بلند،  در روح، مغز زنانه بازی کرده‌است.